# Linea 9 (metropolitana di Seul)
La linea 9 della metropolitana di Seul è una linea di metropolitana che serve la città di Seul, in Corea del Sud.

## Storia
Inaugurata nel 2009, dopo 7 anni di lavori, la linea corre da ovest a est lungo la sponda meridionale del fiume Han, partendo dalla stazione di Gaehwa e arrivando a Sinnonhyeon, con gli interscambi nelle seguenti stazioni: Dangsan (linea 2), Gimpo Aeroporto (linea 5 e linea AREX), Magongnaru (linea AREX), Yeouido (linea 5), Noryangjin (linea 1), Dongjak (linea 4) e Express Bus Terminal (linea 3 e linea 7). I treni circolanti su essa, costruiti dalla Hyundai Rotem, sono composti da 4 carrozze ma alcuni, destinati quasi esclusivamente al servizio espresso, sono composti da 6 carrozze. Il 1º dicembre 2018 la linea venne prolungata a est da Sport Complex a VHS Medical Center.

## Servizio espresso
La linea 9 è, assieme alla linea 1, l'unica metropolitana di Seul ad offrire anche servizi rapidi sui suoi binari. Oltre alle corse regolari, fra alcune stazioni è presente un servizio espresso, che con 5 treni all'ora salta le stazioni meno frequentate per garantire un servizio più veloce. Per questo motivo in queste stazioni è presente un binario di sorpasso. Il 30 Dicembre 2017, a causa di problemi di capacità, dovuti all'aumento dell'utilizzo della linea, alcuni treni destinati al servizio espresso sono stati allungati da 4 carrozze a 6.

## Sviluppi futuri
La compagnia che controlla la linea (Veolia Transport) sta al momento trattando con Korail per sfruttare i binari della linea AREX per prolungare alcune corse fino all'Aeroporto Internazionale di Seoul-Incheon attraverso un'interconnessione sulla linea AREX ma attualmente nessun progresso è stato fatto.

## Fermate
- Tutta la linea si trova nella città di Seul

| Codice | Stazione                 | Hangul       | Hanja        | Dist. interst | Dist. totale | Espresso | Interscambi                                           | Posizione       |
| ------ | ------------------------ | ------------ | ------------ | ------------- | ------------ | -------- | ----------------------------------------------------- | --------------- |
| 901    | Gaehwa                   | 개화         | 開花         | 0,0           | 0,0          |          |                                                       | Gangseo-gu      |
| 902    | Gimpo Aeroporto          | 김포공항     | 金浦空港     | 3,6           | 3,6          | ●        | Linea 5 Linea AREX Linea Seohae (2021) Gimpo Goldline | Gangseo-gu      |
| 903    | Gonghangsijeong          | 공항시장     | 空港市場     | 0,8           | 4,4          | \|       |                                                       | Gangseo-gu      |
| 904    | Sinbanghwa               | 신방화       | 新傍花       | 0,8           | 5,2          | \|       |                                                       | Gangseo-gu      |
| 905    | Magongnaru               | 마곡나루     | 麻谷나루     | 0,9           | 6,1          | ●        | Linea AREX                                            | Gangseo-gu      |
| 906    | Yangcheon Hanggyo        | 양천향교     | 陽川鄕校     | 1,4           | 7,5          | \|       |                                                       | Gangseo-gu      |
| 907    | Gayang                   | 가양         | 加陽         | 1,3           | 8,8          | ●        |                                                       | Gangseo-gu      |
| 908    | Jeungmi                  | 증미         | 曾米         | 0,7           | 9,5          | \|       |                                                       | Gangseo-gu      |
| 909    | Deungchon                | 등촌         | 登村         | 1,0           | 10,5         | \|       |                                                       | Gangseo-gu      |
| 910    | Yeomchang                | 염창         | 鹽倉         | 0,9           | 11,4         | ●        |                                                       | Gangseo-gu      |
| 911    | Sinmok-dong              | 신목동       | 新木洞       | 0,9           | 12,3         | \|       |                                                       | Yangcheon-gu    |
| 912    | Seonyudo                 | 선유도       | 仙遊島       | 1,2           | 13,5         | \|       |                                                       | Yeongdeungpo-gu |
| 913    | Dangsan                  | 당산         | 堂山         | 1,0           | 14,5         | ●        | Linea 2                                               | Yeongdeungpo-gu |
| 914    | Parlamento               | 국회의사당   | 國會議事堂   | 1,5           | 16,0         | \|       |                                                       | Yeongdeungpo-gu |
| 915    | Yeouido                  | 여의도       | 汝矣島       | 0,9           | 16,9         | ●        | Linea 5 Linea Sinansan (2023)                         | Yeongdeungpo-gu |
| 916    | Saetgang                 | 샛강         | 샛江         | 0,8           | 17,7         | \|       |                                                       | Yeongdeungpo-gu |
| 917    | Noryangjin               | 노량진       | 鷺梁津       | 1,2           | 18,9         | ●        | Linea 1                                               | Dongjak-gu      |
| 918    | Nodeul                   | 노들         | 노들         | 1,1           | 20,0         | \|       |                                                       | Dongjak-gu      |
| 919    | Heukseok                 | 흑석         | 黑石         | 1,1           | 21,1         | \|       |                                                       | Dongjak-gu      |
| 920    | Dongjak                  | 동작         | 銅雀         | 1,4           | 22,5         | ●        | Linea 4                                               | Dongjak-gu      |
| 921    | Gubanpo                  | 구반포       | 舊盤浦       | 1,0           | 23,5         | \|       |                                                       | Seocho-gu       |
| 922    | Sinbanpo                 | 신반포       | 新盤浦       | 0,7           | 24,2         | \|       |                                                       | Seocho-gu       |
| 923    | Autostazione extraurbana | 고속터미널   | 高速터미널   | 0,8           | 25,00        | ●        | Linea 3 Linea 7                                       | Seocho-gu       |
| 924    | Sapyeong                 | 사평         | 砂平         | 1,1           | 26,1         | \|       |                                                       | Seocho-gu       |
| 925    | Sinnonhyeon              | 신논현       | 新論峴       | 0,9           | 27,0         | ●        | Linea Sinbundang (2022)                               | Gangnam-gu      |
| 926    | Eonju                    | 언주         | 彦州         | 0,8           | 27,8         | \|       |                                                       | Gangnam-gu      |
| 927    | Seonjeongneung           | 선정릉       | 宣靖陵       | 0,9           | 28,7         | ●        | Linea Suin-Bundang                                    | Gangnam-gu      |
| 928    | Samseong-Jungang         | 삼성중앙     | 三成中央     | 0,8           | 29,5         | \|       |                                                       | Gangnam-gu      |
| 929    | Bongeunsa                | 봉은사       | 奉恩寺       | 0,8           | 30,4         | ●        |                                                       | Gangnam-gu      |
| 930    | Sports Complex           | 종합운동장   | 総合運動場   | 1,4           | 31,7         | ●        | Linea 2                                               | Songpa-gu       |
| 931    | Samjeong                 | 삼전         | 三田         | 1,4           | 33,1         | \|       |                                                       | Songpa-gu       |
| 932    | Seokchon Gobun           | 석촌고분     | 石村古墳     | 0,8           | 33,9         | \|       |                                                       | Songpa-gu       |
| 933    | Seokchon                 | 석촌         | 石村         | 1,0           | 34,9         | ●        | Linea 8                                               | Songpa-gu       |
| 934    | Songpanaru               | 송파나루     | 松坡나루     | 0,8           | 35,7         | \|       |                                                       | Songpa-gu       |
| 935    | Hanseong Baekje          | 한성백제     | 漢城百濟     | 0,8           | 36,5         | \|       |                                                       | Songpa-gu       |
| 936    | Olympic Park             | 올림픽공원   | 올림픽公園   | 1,4           | 37,9         | ●        | Linea 5(diramazione Macheon)                          | Songpa-gu       |
| 937    | Dunchon Oryun            | 둔촌오륜     | 遁村五輪     | 1,0           | 38,9         | \|       |                                                       | Songpa-gu       |
| 938    | VHS Medical Center       | 중앙보훈병원 | 中央報勳病院 | 1,4           | 40.9         | ●        |                                                       | Songpa-gu       |